# Allan Boesak
Allan Aubrey Boesak, né le 23 février 1946 à Kakamas, est un religieux de l'Église réformée néerlandaise en Afrique du Sud et homme politique sud-africain, militant contre l'apartheid.
Avec Beyers Naudé et Winnie Mandela, Boesak remporte le prix Robert F. Kennedy des droits de l'homme en 1985, décerné chaque année à un individu ou à un groupe dont l'activisme courageux est au cœur du mouvement pour les droits de l'homme.
Il est condamné à une peine de prison pour fraude en 1999, mais obtient ensuite une grâce présidentielle en 2005.

## Biographie

### Engagement en tant que religieux et militant
Originaire de Kakamas, Boesak s'engage très tôt dans la branche distincte « Coloured » de l'Église réformée néerlandaise d'Afrique du Sud et commence à exercer comme pasteur à Paarl. Il se fait alors connaître comme un théologien de la libération, au départ par la publication de sa thèse de doctorat Farewell to Innocence, en 1977. Pendant la décennie suivante, il continue d'écrire des livres et des recueils d'essais, et de sermons, qui sont bien accueillis et peu contestés. Il donne aussi plusieurs discours anti-apartheid, dont l'un est enregistré par le groupe d'électronica britannique The Shamen sur leur album En Tact.
Boesak est élu président de l'Alliance réformée mondiale en 1982, poste qu'il occupe jusqu'en 1991.
Il se fait connaître dans les années 1980 en tant que critique virulent et opposant à la politique raciale du Parti national et joue un rôle majeur dans la lutte contre l'apartheid en tant que leader du Front démocratique uni de 1983 à 1991. Il qualifie ainsi, en 1984, le régime sud-africain de « fils spirituel d'Adolf Hitler ». En 1991, Boesak est élu chef du Congrès national africain pour la région du Cap-Occidental [réf. souhaitée].
Boesak démissionne de l'Église réformée néerlandaise en 1990 après que les détails d'une liaison extraconjugale avec la présentatrice de télévision Elna Botha soient apparus. Ils se marient finalement un peu plus tard.
En 2004, Boesak se prononce en faveur du mariage homosexuel en Afrique du Sud, un an avant que la Cour constitutionnelle du pays ne statue sur la question et affirme définitivement que le refus du droit au mariage pour les homosexuels était discriminatoire et violait la Constitution du pays,. En 2008, alors qu'il participe du synode du Cap, organisé par l'Église réformée unifiante en Afrique australe, Boesak annonce démissionner de tous ses postes au sein de l'organisation religieuse, en raison de sa position discriminatoire sur l'homosexualité et les droits des LGBT, l'accusant d'une interprétation « profondément fondamentaliste » de la Bible. Il invoque la confession anti-apartheid de Belhar de 1986, qui proscrit toute forme de discrimination, pour affirmer que l'église doit accueillir les homosexuels et les lesbiennes, commencer à célébrer des cérémonies de mariage homosexuel et nommer un clergé homosexuel.
En 2008, Boesak défie publiquement les dirigeants sud-africains en leur demandant de « se rappeler pourquoi le pays avait décidé de réunir toutes les races et de créer une Afrique du Sud non raciale ». Lors d'une conférence annuelle, l'Ashley Kriel Memorial Lecture, il suggère que l'ANC met le pied sur la pente glissante des préférences ethniques et a « ramené le système détesté de catégorisation raciale »,. En décembre 2008, il quitte l'ANC pour rejoindre le Congrès du Parti populaire. En réaction, l'ANC divulgue un mémorandum rédigé par Boesak, détaillant comment le mouvement a échangé sur les différents rôles qu'il pourrait jouer pour aider l'organisation. Boesak déclarant qu'il aimerait occuper le poste d'ambassadeur sud-africain aux Nations unies[réf. nécessaire].
Le même mois, Boesak donne son point de vue sur la crise au Zimbabwe, appelant les citoyens du pays touché à se soulever contre le président Robert Mugabe et son parti au pouvoir, l'Union nationale africaine du Zimbabwe – Front patriotique (ou ZANU - PF). Il reproche également à Thabo Mbeki d'avoir échoué, dans son rôle de médiateur officiel de la Communauté de développement de l'Afrique australe, à répondre à l'appel de l'Église en faveur d'une force de maintien de la paix.
Il appelle à une réévaluation de l'action positive, ou « discrimination positive », décrivant la manière dont elle était utilisée dans la province du Cap-Occidental comme « totalement inexcusable ».
En juin 2013, le Séminaire théologique chrétien et l'Université Butler d'Indianapolis, dans l'Indiana, nomment Boesak au poste de professeur « Desmond Tutu » chargé des études sur la paix, la justice mondiale et la réconciliation, un nouveau poste de quatre ans détenu conjointement avec les deux institutions.
Boesak rejoint le nouveau parti du Congrès du peuple en décembre 2008 et est sélectionné en février 2009 comme premier candidat du parti pour la province du Cap-Occidental aux élections provinciales et nationales de 2009. En novembre 2009, Boesak démissionne également du Congrès du peuple.

### Condamnation pour fraude
Après avoir été remplacé à la tête de l'ANC dans la province du Cap-Occidental, Boesak est récompensé par Nelson Mandela, par une nomination comme ambassadeur auprès des Nations unies à Genève. Quelques semaines avant de prendre ses fonctions à ce poste, des soupçons de corruption font surface.
L'allégation porte sur une utilisation jugée abusive de l'aide étrangère accordée à la Fondation pour la paix et la justice, fondation créée par Boesak. L'asociation Danish Church Aid missionne le cabinet d'avocats Bell Dewar de Johannesbourg pour enquêter sur l'utilisation d'un don d'un million de dollars, réalisé en 1985. Pendant six semaines, Boesak résiste alors que le scandale se propage dans la presse. Ce n'est que lorsque le Bureau des infractions économiques graves commence sa propre enquête qu'il est obligé de démissionner du ministère des Affaires étrangères.
Une autre plainte est déposée par l'archevêque Desmond Tutu, qui demande à la police d'enquêter sur la destination d'un don de 423 000 rands, réalisé par le chanteur américain Paul Simon, que Tutu avait transmis à la fondation Boesak. « Nous sommes affligés et en colère », déclare Tutu dans un communiqué, « cet argent [...] réservé aux enfants victimes de l'apartheid ne peut être comptabilisé immédiatement ».
Après une enquête de trois mois, le cabinet d'avocats de Johannesburg publie un rapport de 600 pages accablant la conduite de Boesak. Boesak, selon le rapport, s'est « considérablement enrichi » en détournant des fonds pour acheter une maison de luxe et se payer un salaire important, des vacances, un deuxième mariage et rembourser des dettes commerciales contractées par sa nouvelle épouse. Seul un quart des revenus de la fondation est allé à des projets ayant réellement aidé les victimes de l'apartheid. Boesak nie toute responsabilité, blâme le personnel de la fondation et prétend être victime de racisme. C'est lors de ce procès que l'expression « struggle bookkeeping » est inventée. Le terme est utilisé pour désigner l'utilisation par les icônes de la lutte anti-apartheid du financement des donateurs internationaux à des fins personnelles.
Entre-temps, le gouvernement demande à l'un de ses propres conseillers juridiques d'enquêter. Il produit un rapport de trois pages qui tente de clarifier certaines imprécisions dans le rapport du cabinet d'avocats et innocente Boesak de la faute qui lui est reprochée. Le cabinet d'avocats de Johannesbourg qualifie le rapport gouvernemental d'« absurde » et publie une objection de dix-huit pages, réfutant le rapport point par point.
Sans attendre la conclusion des travaux du Bureau des infractions économiques graves, Mandela proclame Boesak innocent. « Le gouvernement a enquêté sur les allégations contre le Dr Boesak et a conclu qu'elles étaient sans fondement », déclare-t-il. Il poursuit en louant Boesak, le qualifiant de « l'un des jeunes hommes les plus doués du pays », qui mérite donc, selon lui, un « poste diplomatique élevé ». Boesak demande alors des excuses publiques à DanChurchAid et offre ses services au gouvernement.
Dans la controverse publique qui en résulte, Mandela et le gouvernement sont accusés de dissimuler la corruption, de se livrer au copinage politique et de saper le déroulement de l'affaire judiciaire. Le tollé prend finalement fin et Boesak n'obtient pas de poste au gouvernement.
Traduit en justice pour fraude et vol concernant le don de Paul Simon, le tribunal déclare :

« L'appelant a commis une fraude en déclarant aux autres fiduciaires que seulement 423 000 rands étaient à la disposition de la fondation, alors qu'en réalité, un montant de 682 261.21 rands était disponible. L'appelant est donc reconnu coupable du chef d'accusation n°4. En outre, le tribunal estime que l'appelant a volé la différence, d'un montant de 259 161,21 rands. Cela conduit à sa condamnation pour le chef d'accusation n°5. La défense de l'appelant aux deux chefs d'accusation, devant le tribunal et devant cette Cour, est que lui, et non la Fondation, a le droit de recevoir la somme de 259 161,21 rands. »

Boesak est inculpé et reconnu coupable de fraude le 24 mars 1999. Boesak refuse de témoigner lors du procès, et soutient que garder ce silence a été l'un des principaux motifs de sa condamnation. Il est emprisonné en 2000 et libéré en 2001, après avoir purgé un peu plus d'un an, sur sa peine totale de trois ans.
Bien que Boesak demande une grâce présidentielle à Thabo Mbeki après sa libération, celle-ci n'est pas accordée, le gouvernement estimant qu'il n'a jamais reconnu avoir commis une infraction. Cependant, le 15 janvier 2005, il bénéficie bien d'une grâce présidentielle et la mention de sa condamnation est effacée de son casier judiciaire.
Boesak écrit un livre sur ses 30 ans en tant que militant, intitulé Running with Horses: Reflections of an Accidental Politician, publié fin mars 2009,.

## Publications
- 1976. Adieu à l'innocence : une étude socio-éthique sur la théologie noire et le pouvoir noir. Maryknoll, Livres Orbis. (ISBN 0-88344-130-6)

- 1976. Sortir du désert : une interprétation comparative de l'éthique de Martin Luther King, Jr. et Malcolm X. Kampen, JH Kok. (ISBN 978-90242-0231-7)
- 1982. Le doigt de Dieu : sermons sur la foi et la responsabilité socio-politique. Livres Orbis. (ISBN 0-88344-135-7)

- 1984. Noir et réformé: apartheid, libération et tradition calviniste. Livres Orbis. (ISBN 0-88344-148-9)
- 1984. Marcher sur les épines : l'appel à l'obéissance chrétienne. Eerdmans. (ISBN 978-0802-80041-1)
- 1986. Quand la prière fait l'actualité, avec C. Villa-Valencio. Westminster Press. (ISBN 0-664-24035-6)
- 1987. Réconfort et protestation : réflexions sur l'apocalypse de Jean de Patmos. Westminster Press. (ISBN 0-664-24602-8)
- 1987. Si c'est une trahison, je suis coupable. Eerdmans. (ISBN 0-8028-0251-6)
- 2007. Le feu intérieur: sermons du bord de l'exil. Publications d'oie sauvage. (ISBN 978-1-905010-38-7).
- Boesak, AA 2008. La Tendresse de la Conscience : Renaissance Africaine et Spiritualité de la Politique. Wild Goose Publications (ISBN 978-1-905010-51-6)
- 2009. Running with Horses : Réflexions d'un politicien accidentel. Joho Pub. (ISBN 978-0980-27548-3)
- 2012. Réconciliation radicale : au-delà du piétisme politique et du quiétisme chrétien, avec C. P. DeYoung. Livres Orbis. (ISBN 978-1-57075-976-5)
- 2014. Osons-nous parler d'espoir: à la recherche d'un langage de vie dans la foi et la politique. Eerdmans. (ISBN 978-0-8028-7081-0)
- 2015. Kairos, crise et apartheid mondial : le défi du témoignage prophétique. Palgrave Macmillan. (ISBN 978-1-1375-0309-1)
- 2017. Pharaons des deux côtés des eaux rouge sang: critique prophétique sur l'empire: résistance, justice et pouvoir de l'espoir Sizwe - Une conversation transatlantique. Cascade Books. (ISBN 978-1-4982-9690-8)